# Yahtzee
Yahtzee is de geregistreerde handelsnaam van een dobbelspel van Milton Bradley (MB, waarvan Hasbro de eigenaar is). Het spel wordt gespeeld met vijf dobbelstenen en een scoreblok. Elke speler laat tijdens zijn beurt de dobbelstenen rollen en probeert zo bepaalde combinaties te bekomen waarmee hij punten scoort.

## Spelverloop
Tijdens een beurt mag een speler de dobbelstenen ten hoogste drie keer werpen. Bij de eerste en tweede worp kan hij enkele dobbelstenen opzij leggen en enkel de andere opnieuw werpen. Na de derde beurt is hij verplicht om zijn combinatie onder te brengen in een van de dertien categorieën. Dit mag ook na de eerste of tweede worp. Nadat de speler een categorie ingevuld heeft, is de volgende speler aan de beurt.
Een speler moet elke categorie één keer invullen tijdens het spel. Dit betekent dat het kan gebeuren dat een speler nul punten scoort in een bepaalde categorie. Nadat de spelers in alle categorieën een combinatie ingevuld hebben, tellen zij hun punten op. De speler met het hoogste aantal punten is de winnaar. Er worden ook wedstrijden van vijf ronden gespeeld, waarbij de speler met het hoogste puntentotaal na vijf ronden wordt uitgeroepen tot algehele winnaar. Het spel kan ook alleen gespeeld worden. De speler kan dan een lijst met hoogste scores bijhouden.
Er zijn twee soorten categorieën:
- Bovenste vakken: de nummercombinaties 1 t/m 6.
- Onderste vakken: pokerachtige combinaties.

## Bovenste vakken
Bij de vakken 1 t/m 6 is het aantal punten gelijk aan het aantal keer dat een dobbelsteen het overeenkomstige aantal ogen aanwijst, vermenigvuldigd met het aantal ogen.
Voorbeeld:    = 3×5 = 15 punten in het vak "vijf".
Als een speler 63 punten of meer behaalt in de bovenste vakken (bijvoorbeeld door in al deze vakken een worp met ten minste drie keer de juiste dobbelsteen te noteren), dan krijgt hij 35 bonuspunten.

## Onderste vakken
- Drie gelijke (three of a kind): De score is het totaal van alle ogen, als er minstens 3 dobbelstenen met hetzelfde aantal ogen zijn.
Voorbeeld:  = 3+5+2+5+5 = 20 punten
- Vier gelijke (carré of four of a kind): De score is het totaal van alle ogen, als er minstens 4 dobbelstenen met hetzelfde aantal ogen zijn.
Voorbeeld:  = 3+3+3+5+3 = 17 punten
- Kleine straat: 30 punten voor 4 opeenvolgende ogenaantallen. (de volgorde speelt geen rol)
Voorbeeld:  = 30 punten
- Grote straat: 40 punten voor 5 opeenvolgende ogenaantallen. (de volgorde speelt geen rol)
Voorbeeld:  = 40 punten
- Full House: 25 punten voor 3 gelijke en één paar. (5 gelijke telt niet als Full House, tenzij het vak Yahtzee reeds ingevuld is).
Voorbeeld:  = 25 punten
- Kans: De score is het totaal aantal ogen van alle dobbelstenen.
Voorbeeld:  = 2+4+1+6+4 = 17 punten
- Yahtzee: 50 punten als alle dobbelstenen hetzelfde aantal ogen hebben.
Voorbeeld:  = 50 punten

Samenvatting van het aantal punten per categorie:
| Combinatie    | Aantal punten      |
| ------------- | ------------------ |
| Drie gelijke  | Totaal aantal ogen |
| Vier gelijke  | Totaal aantal ogen |
| Kleine straat | 30                 |
| Grote straat  | 40                 |
| Full House    | 25                 |
| Kans          | Totaal aantal ogen |
| Yahtzee       | 50                 |

## Yahtzee-bonus
De speler kan een Yahtzee-bonus scoren als hij meerdere keren vijf gelijke dobbelstenen heeft in hetzelfde spel. Voorwaarde is dat de eerste Yahtzee genoteerd is met 50 punten en niet 0 is. De bonus bedraagt 100 punten voor de tweede en elke volgende yahtzee. De combinatie wordt tijdens dezelfde beurt ook in een andere categorie ingevuld.
Als het Yahtzee-vakje al is ingevuld (met 0 of 50 punten) dan geldt de combinatie ook als drie dezelfde, Carré, Chance: tel het totaal van alle vijf dobbelstenen, Full House (25 punten), Kleine straat (30 punten) of Grote straat (40 punten). Voorwaarde is dat het vakje uit de lijst 1 t/m 6 van het aantal ogen van de desbetreffende Yahtzee reeds is ingevuld.

## Geschiedenis
Het spel Yahtzee werd bedacht in 1954 door een anoniem Canadees koppel. Ze doopten het The Yacht Game omdat ze het spel met vrienden op hun jacht speelden. Twee jaar later vroegen ze aan de gezelschapsspellen-uitgever Edwin S. Lowe om een aantal sets te maken die ze als geschenk aan hun vrienden konden geven. Lowe zag in dat het spel goed in de markt zou liggen en verkreeg de rechten op het spel van het koppel in ruil voor duizend cadeau-sets.
Lowe veranderde de naam in Yahtzee. In het begin vielen de verkoopresultaten tegen want de aantrekkingskracht en de regels van het spel konden niet eenvoudig overgebracht worden via een reclamecampagne. Uiteindelijk kwam hij op het idee om "Yahtzee-bijeenkomsten" te organiseren waar mensen het spel leerden spelen en appreciëren. Het idee was succesvol en het spel werd snel verspreid door enthousiaste spelers via mond tot mond reclame. MB Parker kocht het bedrijf van E. S. Lowe in 1973.
Volgens producent Hasbro worden er wereldwijd 50 miljoen setjes Yahtzee per jaar verkocht. Ter vergelijking: tussen 1956 en 1973 werden er in totaal 40 miljoen setjes verkocht.

## Varianten
Naast de standaardeditie van Yahtzee zijn er verschillende varianten in omloop. Er zijn varianten met meer dobbelstenen en dobbelstenen met een 'wild' symbool (symbool dat elk gewenst aantal ogen kan vertegenwoordigen). Ook is er een Texas Holdem Yahtzee. In deze versie moet de speler een combinatie van vijf dobbelstenen samenstellen uit de twee eigen dobbelstenen en de vijf gemeenschappelijke dobbelstenen. Ook het dobbelspel Catan is gebaseerd op Yahtzee. Dit wordt gespeeld met zes dobbelstenen met symbolen van grondstoffen, waarbij men op een voorgetekend speelveld straten, dorpen en steden kunt "bouwen" als men de juiste combinaties van grondstoffen gooit.
Niet alle varianten zijn officiële uitgave van MB.

## Wereldkampioenschap
In 2018 werd voor het eerst en voor het laatst een WK Yahtzee gehouden in Wenen. Op het podium eindigden:
1. Fernando Esperanto (283)
2. Baudine Bardet (281)
3. Libor Oosterhuis (277)